# Equipo rojo

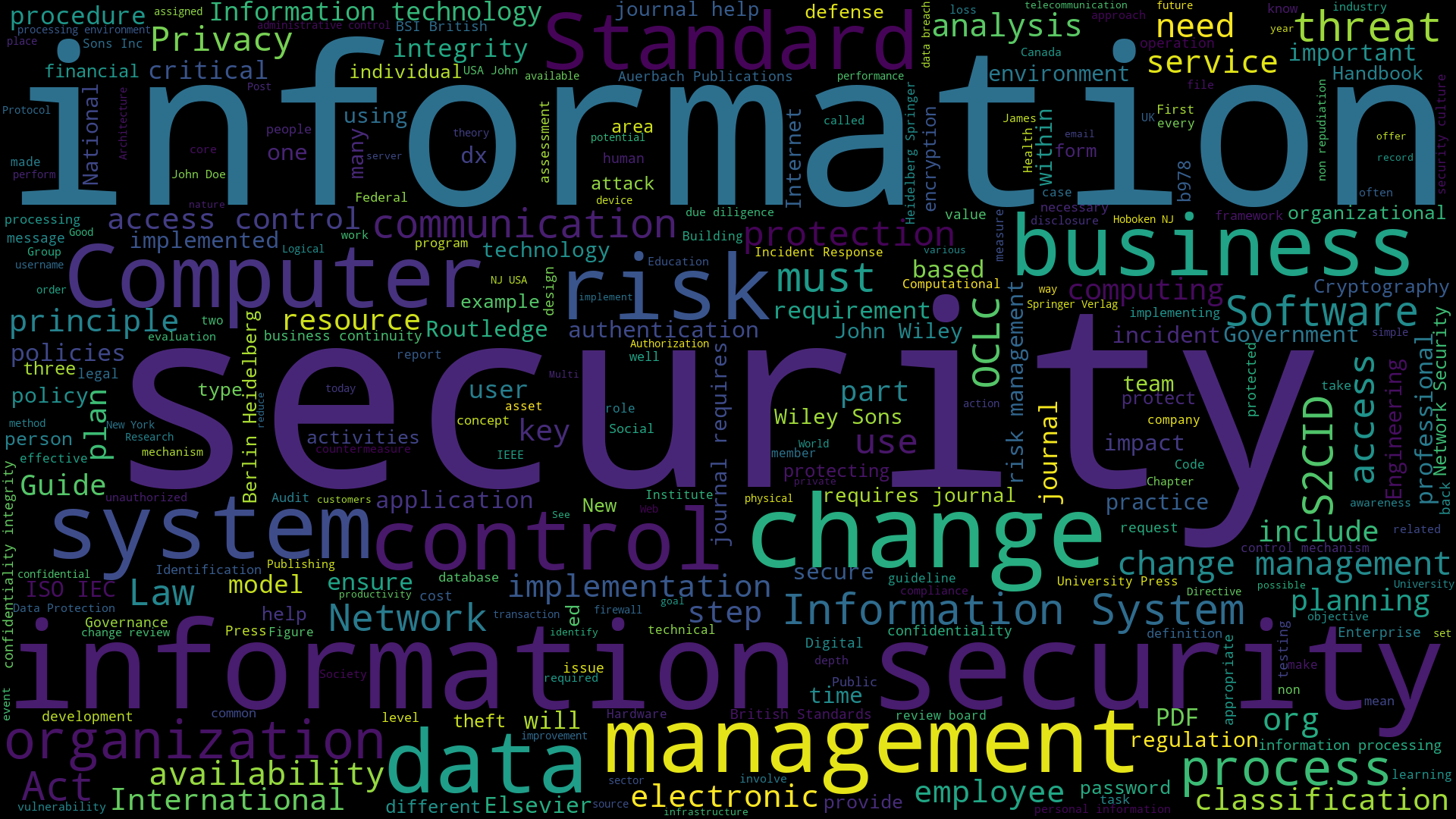
Palabras clave sobre información web y seguridad

Se denomina equipo rojo a un grupo independiente que ayuda a una organización a mejorarse a sí misma al oponerse al punto de vista de la organización a la que están ayudando. Por medio de la realización de ataques siempre controlados a un objetivo, se estudian sus debilidades. De esta manera, se cuestionan las nociones preconcebidas y se logra una mejor comprensión de los problemas de seguridad a mitigar, dándose cuenta del alcance de la información sensible, el sesgo y los patrones potencialmente comprometedores que son accesibles desde el exterior.

## Características
Los exámenes de penetración son usados para comprobar la seguridad de las organizaciones, y buscan brindar por medio de evidencias resultados más confiables que los análisis internos. La literatura formal sobre los equipos rojos es relativamente limitada, pero los principios se abordan en diferentes contextos y se han propuesto aplicaciones tanto en sectores civiles, como en los de la  investigación científica.
Las agencias de inteligencia y los contratistas privados, especialmente aquellos que operan en el sector de defensa, han usado equipos rojos durante mucho tiempo. En los Estados Unidos su empleo ha aumentado significativamente a partir del 2003, cuando el Defense Science Review Board lo recomendó para prevenir la repetición de circunstancias que hicieron posibles atentados como los del 11 de septiembre de 2001, llevando al nacimiento del Army Directed Studies Office en el 2004. En el contexto de los servicios de Inteligencia, el trabajo del red team se lo conoce a veces como "análisis alternativo". En las simulaciones militares a veces se llama célula roja a la facción que simula el enemigo, y a menudo prueba varios tipos de ataques, incluso con técnicas desconocidas para la facción opuesta. En las simulaciones militares de Estados Unidos, por ejemplo, la facción que personifica la defensa estadounidense siempre se conoce como Blue Team (Equipo Azul), y el adversario como Red Team (Equipo Rojo).
En el contexto de la seguridad informática, un equipo rojo es un grupo de white hat que pone bajo ataque una infraestructura digital con técnicas black hat, con el objetivo de medir la eficacia de sus medidas de seguridad y divisar eventuales brechas. Compañías como Microsoft ejecutan simulaciones regularmente utilizando red teams. El Departamento de Defensa de Estados Unidos emplea equipos rojos para probar la seguridad de sus propias infraestructuras informáticas. Estos equipos rojos están certificados por la Agencia de Seguridad Nacional y acreditados por el Comando Estratégico de Estados Unidos, lo que les permite operar ataques a la infraestructura del Departamento de Defensa para identificar cualquier vulnerabilidad.